# Vereniging Fonds Ridderdagen
De Vereniging Fonds Ridderdagen was in 1920 of 1928 door Jhr. Karel van Lennep opgericht om uit particuliere middelen de door de regering verwaarloosde ridderdagen van de Ridders in de Militaire Willems-Orde te kunnen organiseren.
Uit deze vereniging kwam in 1922 de Koninklijke Bond van ridders in de Militaire Willems-Orde beneden de rang van officier voort.
Net als de Bond werd het fonds na het overlijden van Karel verder geleid door zijn broer Jhr. Cornelis van Lennep.
Het accent lag op ridderdagen en financiële hulp. Het geld werd opgebracht door de Nederlandse ondernemingen die aan de koloniën nog steeds schatten verdienden en zo hun dankbaarheid konden tonen.
In 1955 waren AOW en AWW ingevoerd en was de handel met wat nu Indonesië is sterk teruggelopen.
De Koninklijke Bond van ridders in de Militaire Willems-Orde beneden de rang van officier en de daaraan verbonden Vereniging Fonds Ridderdagen fuseerden daarom in 1955 met de Vereeniging onder de zinspreuk Moed, Beleid en Trouw. Er kwam een "Vereniging Fonds Ridderdagen onder de zinspreuk Moed, Beleid en Trouw tot stand. 